# Waylander
Waylander (ang. Waylander) – trzecia powieść fantasy brytyjskiego pisarza Davida Gemmella. Wydana w 1986 roku.
Książka była trzecią powieścią wydaną w ramach Sagi Drenajów. Biorąc jednak pod uwagę chronologię świata powieści, jest pierwsza w kolejności.
W Polsce została wydana w 1998 roku nakładem wydawnictwa Zysk i S-ka w przekładzie Zbigniewa A. Królickiego. Pierwsze polskie wydanie miało 320 stron (ISBN 83-7150-373-3). Książkę wznowiło wydawnictwo Mystery 12 kwietnia 2011 roku (ISBN 978-83-7719-009-8).